# Tętnica szyjna wewnętrzna

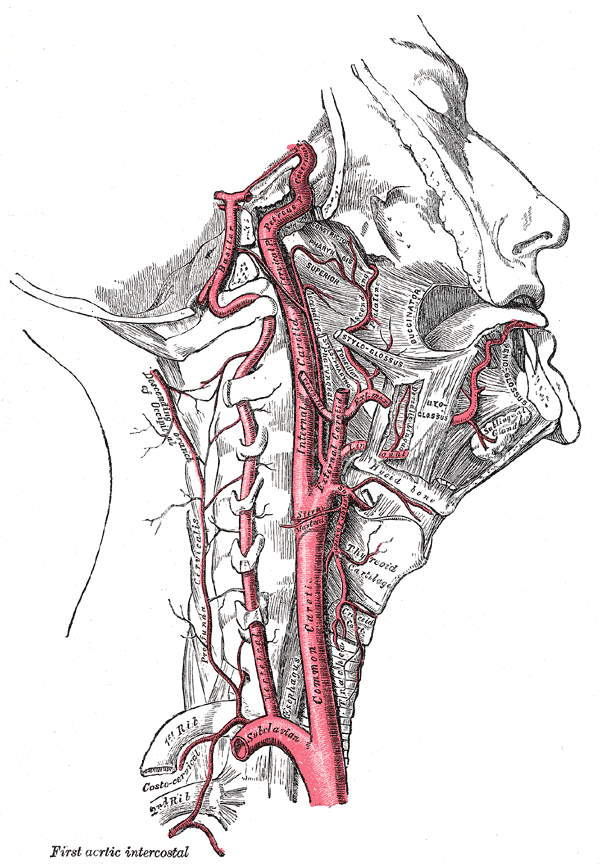
Tętnice prawej strony szyi. Tętnica szyjna wewnętrzna podpisana Internal Carotid.

Tętnica szyjna wewnętrzna (łac. arteria carotis interna, ang. internal carotid artery) – w anatomii człowieka główne naczynie zaopatrujące przednią część mózgowia w krew tętniczą. Biegnie od miejsca podziału tętnicy szyjnej wspólnej (3-4 kręg szyjny) do podstawy czaszki.

## Przebieg
Tętnica szyjna wewnętrzna biegnie przez szyję tranzytem nie oddając żadnych gałęzi. Początkowo na krótkim odcinku biegnie w trójkącie tętnicy szyjnej, bocznie i z tyłu w stosunku do tętnicy szyjnej zewnętrznej. Powyżej trójkąta biegnie w przestrzeni przygardłowej biegnąc przyśrodkowo. Dalej tętnica wchodzi do kanału tętnicy szyjnej znajdującego się w części skalistej kości skroniowej, w bruździe na kości klinowej przechodzi przez zatokę jamistą. Po stronie przyśrodkowej od wyrostka pochyłego przedniego zawraca ku górze i tyłowi ulegając podziałowi na końcowe odgałęzienia. 

## Klasyfikacja
W Terminologia Anatomica z 1998 r. podzielono tętnicę na cztery części: "szyjną", "skalistą", "jamistą" oraz "mózgową". W zastosowaniach klinicznych korzysta się z klasyfikacji podziału na odcinki tętnicy szyjnej wewnętrznej zaproponowanej w 1996 r. przez Bouthilliera, opisującej siedem segmentów naczynia, każdy oznaczony indentyfikatorem alfanumerycznym: C1 szyjny, C2 skalisty, C3 otworu poszarpanego, C4 jamisty, C5 klinowy, C6 oczny oraz C7 łączący. Nomenklatura Bouthilliera używana jest powszechnie przez neurochirurgów, neuroradiologów i neurologów. Segmenty dzielone są dodatkowo w oparciu o anatomiczne i mikrochirurgiczne punkty charakterystyczne w otaczającej naczynie anatomii. Alternatywny podział oparty na rozwoju embriologicznym zaproponował Pierre Lasjaunias ze współpracownikami, będący nieoceniony, jeśli chodzi o wyjaśnienie wielu wariantów anatomicznych budowy tętnicy szyjnej wewnętrznej. Starsza klasyfikacja, oparta na pionierskich pracach Fishera, ma aktualnie znaczenie historyczne.
Wyróżnia się następujące segmenty tętnicy szyjnej wewnętrznej:
- Segment szyjny, lub C1, tożsamy z powszechnym określeniem "część szyjna",
- Segment skalisty, lub C2,
- Segment otworu poszarpanego, lub C3
  - C2 i C3 tworzą łącznie tzw. część skalistą tętnicy szyjnej wewnętrznej,
- Segment jamisty, lub C4, częściowo tożsama z określeniem "część jamista",
- Segment klinowy, lub C5. Segment nie wyróżniany w poprzednich klasyfikacjach, leżący pomiędzy częścią skalistą i mózgową,
- Oczny, lub segment nadklinowy, lub C6
- Łączący, zw. segmentem końcowym, lub C7
  - C6 i C7 łącznie tworzą część mózgową naczynia.

## Końcowe gałęzie

Schemat koła tętniczego mózgu.

Tylko końcowy odcinek tętnicy oddaje gałęzie. Tylko w kanale tętnicy szyjnej oddaje drobne naczynia do jamy bębenkowej, opony twardej i przysadki mózgowej.
- gałąź szyjno-bębenkowa – drobne naczynie odchodzące w obrębie kanału tętnicy szyjnej, biegnie do jamy bębenkowej, gdzie zespala się z pozostałymi tętnicami jamy bębenkowej.
- gałąź kanału skrzydłowego – małe, niestale występujące naczynie odchodzące w obrębie kanału tętnicy szyjnej, biegnie przez kanał skrzydłowy i zespala się z gałązką tętnicy szczękowej
- gałęzie zatoki jamistej – liczne drobne naczynia unaczyniające zwój półksiężycowaty nerwu trójdzielnego, przysadkę mózgową oraz ściany zatoki jamistej.
- tętnica oczna – tętnica unaczyniająca całą zawartość oczodołu, włącznie z samym okiem, zatokę klinową, komórki sitowe, błonę śluzową niemal całej kości sitowej, przegrody, małżowiny nosowej górnej. Oddaje gałąź do opony twardej przedniego dołu czaszki, kończy się z zatoce czołowej, nasadzie nosa i w powiekach.

Po oddaniu tętnicy ocznej z końcowego odcinka odchodzą gałęzie, które zaopatrują mózgowie, współtworząc z tętnicami kręgowymi koło tętnicze mózgu.
- tętnica łącząca tylna – cienkie, krótkie naczynie odchodzące od tętnicy szyjnej wewnętrznej, łączy ją z tętnicą tylną mózgu.
- tętnica naczyniówkowa – cienkie naczynie doprowadzające unaczynienie do komory bocznej.
- tętnica przednia mózgu – jedno z dwóch odgałęzień końcowych, odchodzi pod kątem prostym od tętnicy szyjnej wewnętrznej. Tętnica zaopatruje płat czołowy, płat ciemieniowy, węchomózgowie, część jąder kresomózgowia i ciało modzelowate.
- tętnica środkowa mózgu – najsilniejsze odgałęzienie, będące bezpośrednim przedłużeniem tętnicy szyjnej wewnętrznej. Zakres unaczynienia obejmuje płat czołowy, skroniowy, ciemieniowy oraz wyspę.

## Unerwienie
W części szyjnej tętnica jest skąpo unerwiona poprzez gałęzie zwoju szyjnego górnego i nerwu językowo-gardłowego. W obrębie czaszki jest unerwiona głównie przez nerw szyjno-tętniczy wewnętrzny pochodzący ze zwoju szyjnego górnego. Nerw ten tworzy wokół tętnicy splot szyjno-tętniczy wewnętrzny. 

## Odmiany tętnicy szyjnej wewnętrznej
W rzadkich przypadkach tętnica jest po jednej stronie bardzo cienka, również rzadko po jednej stronie może być nieobecna, wówczas zastępuje ją druga tętnica szyjna wewnętrzna lub gałęzie tętnicy szczękowej po tej samej stronie. Możliwe jest bezpośrednie odejście od aorty lub przebieg przyśrodkowy w stosunku do tętnicy szyjnej zewnętrznej. Rzadko niektóre gałęzie tętnicy szyjnej zewnętrznej odchodzą od tętnicy szyjnej wewnętrznej.